# Grethe Lovsø Nielsen
Grethe Vibeke Lovsø Nielsen gift Christiansen (født 10. marts 1926 i København, død 10. marts 1997) var en dansk atlet og medlem af Klampenborg IK.
Lovsø deltog i ved OL 1948 i London på det danske stafethold på 4 x 100 meter, som bestod af Grethe Lovsø Nielsen, Bente Bergendorff, Birthe Nielsen og Hildegard Nissen. Holdet kvalificerede sig problemfrit til finalen som toer i sit heat. I finalen førte danskerne til tredje skift, men måtte til slut tage til takke med en placering som nummer fem i tiden 48,2 – en tiendedel sekund langsommere end i indledende heat.
Hun deltog også på 100 meter, hvor hun formåede at kvalificere sig til semifinalerne. Denne runde blev endestationen, idet hun blev treer i sit heat, hvor de to bedste fra de tre heats kvalificerede sig til finalen. Hun vandt seks danske mesterskaber.

## Danske mesterskaber
- Guld 1949 60 meter 7,8
- Guld 1949 100 meter 12,7
- Guld 1949 80 meter hæk 12,6
- Guld 1948 60 meter 7,8
- Guld 1947 60 meter 8,0
- Guld 1946 60 meter 7,8
- Sølv 1946 100 meter 13,0

## Personlig rekord
- 100 meter: 12,3 1948